# 翼龙系列无人机

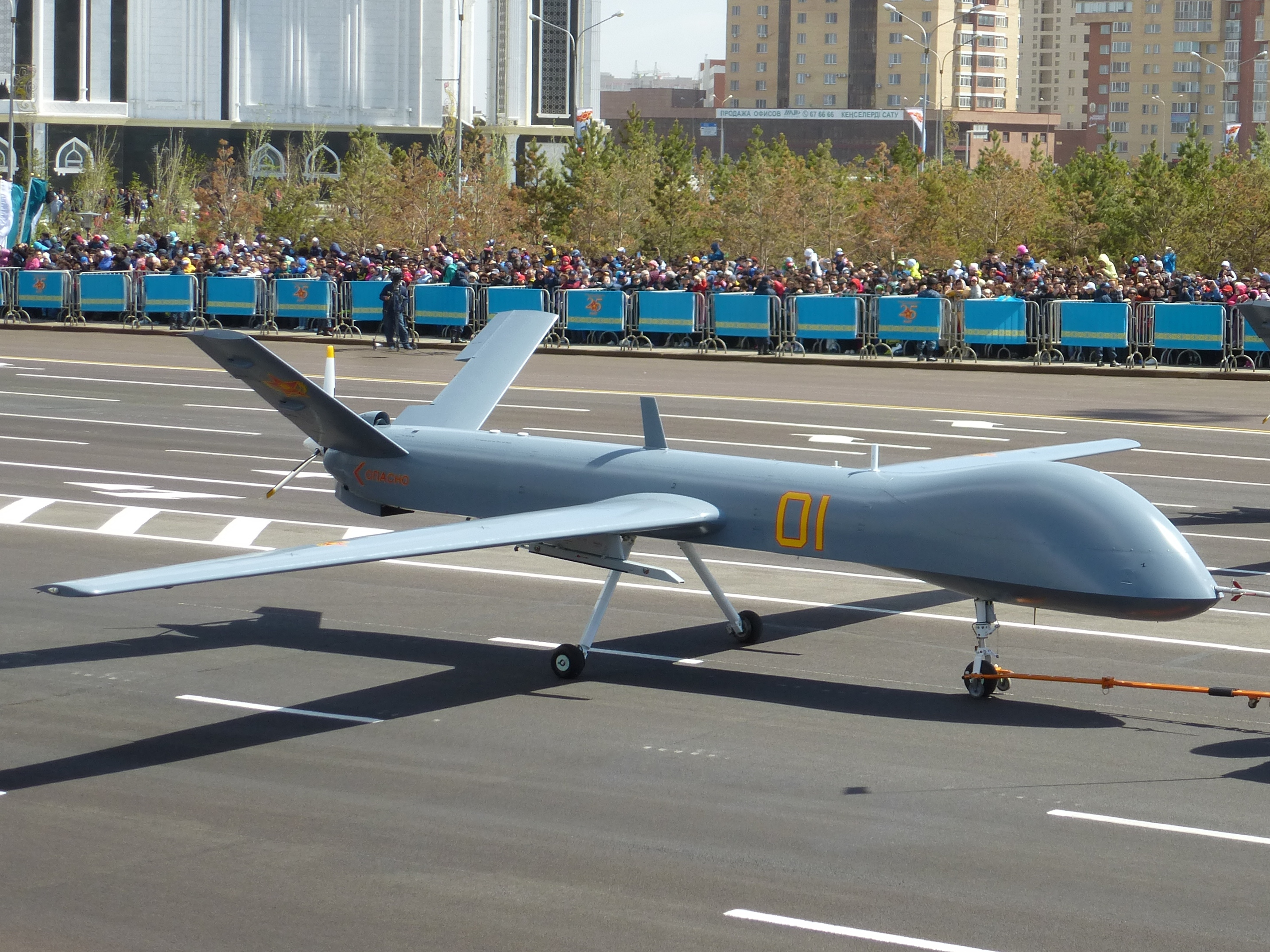
出現在哈薩克斯坦阅兵仪式上的翼龙-1无人机

翼龙系列无人机是中华人民共和国成都飞机设计研究所研制的一系列侦查打击一体化多用途无人机。翼龙系列无人机主要负责执行侦查、监视和对地打击等任务，具有全自主水平起降和巡航飞行能力、空地协同能力、地面接力控制能力，可按需装载多型光电/电子侦察设备以及小型空地精确打击武器。截止至2020年底，翼龙系列无人机已出口11个国家。

## 翼龙-1

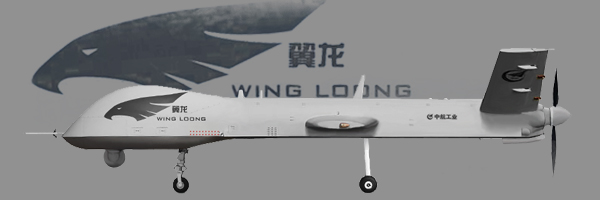
翼龙-1无人机侧视图

翼龙-1是一型中低空、长航时、侦察/打击一体化多用途无人机系统，也是翼龙系列无人机中的首个型号。翼龙-1由李屹东任总设计师。翼龙-1为军民两用无人机，其可执行监视、侦查、电子对抗及对地攻击等任务，在维稳、反恐和边境巡逻等方面发挥用途；也可应用于灾情监视、大气研究及气象观测、地质勘探及土地测绘、环境保护、农药喷洒和森林防火、缉毒走私等民用及科学研究等领域。
国际上同类无人机中，翼龙无人机处于先进水平。其总体性能及用途与中国航天科技集团研制的彩虹-4无人机、美国通用原子航空公司研制的MQ-1捕食者无人攻击机等相似，但侧重点有所不同。
翼龙-1无人机于2007年10月完成首飞。2009年，翼龙-1首次在中国以外的国家进行了飞行表演。翼龙-1成功完成8架次任务载荷各不相同的表演，提升了“翼龙”无人机的国际影响力和关注度，并带来了外方用户交付合同的签订。
翼龙-1无人机分别于2008年、2010年和2011年以缩比模型的形式参加参加了第七、第八届中国国际航空航天博览会和巴黎航展。2011年，成都所产品部启动翼龙-1无人机批量生产工作。2012年11月，一架翼龙-1无人机实机参加了第九届中国国际航空航天博览会。该机机身绘有15颗导弹和20颗红星，分别代表该无人机成功发射的空地导弹数目及完成任务次数。翼龙-1无人机已入列中国人民解放军空军，并被称为攻击-1型高空远程战役侦察攻击无人机。2015年9月3日，纪念中国人民抗日战争暨世界反法西斯战争胜利70周年大会上，有2架攻击-1型无人机参与阅兵。截止至2016年，翼龙-1无人机已在多国参加多次实战，累计飞行时长达数万小时，发射实弹上千枚。
在翼龙-1的基础上，成飞又研制了翼龙-1D无人机，该无人机采用了全复合材料的机身，并进行了发动机升级，于2018年首飞。

## 翼龙-2

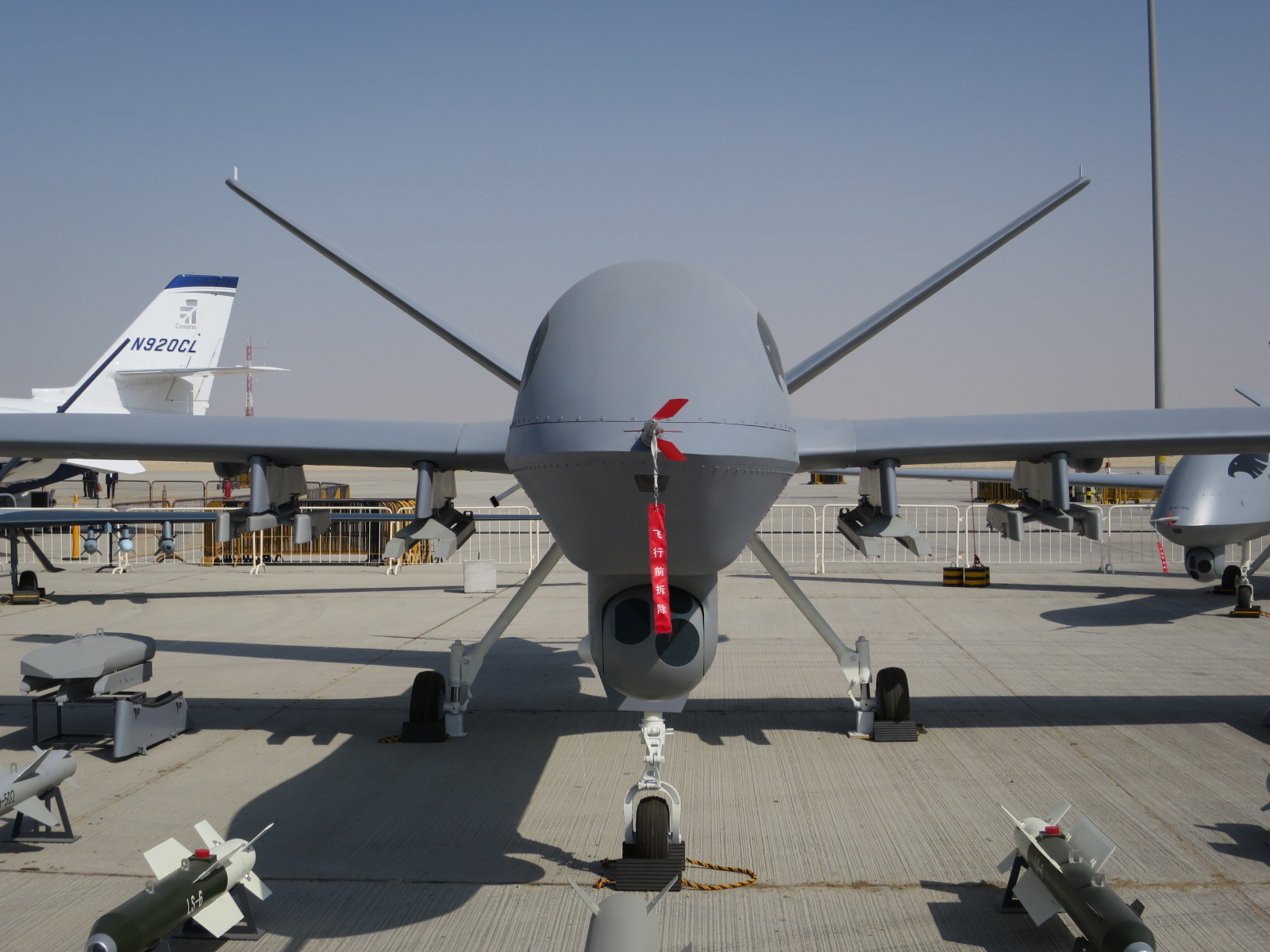
翼龙2

翼龙-2无人机是在翼龙-1基础上研制的一款中空、长航时、侦查/打击一体化多用途无人机系统，也是翼龙系列无人机中的第2个型号。相比于翼龙-1，翼龙-2进行了全面的机体扩大及气动布局优化，并换装推力更强的中国国产发动机，实用升限、速度和续航等性能指标都有提高，可适应更复杂的使用环境。翼龙-2拥有总共可携带约480千克武器弹药的6个外挂点，此外还具备载荷约200千克的内部弹舱，可携带CCD相机、通信侦察设备、电子战设备等任务载荷。翼龙-2出口合同曾获中国军用无人机行业中史上金额最大订单。
2021年7月21日，河南省部分地区因特大暴雨引发通信中断，应急管理部配属的翼龙-2H应急救灾型无人机从安顺机场飞往河南上空，并执行了五个小时左右的侦查和通信中继任务。

## 翼龙-3
2022年珠海航展上展出，最大起飞重量6.2吨，最大任务载荷為2吨外掛+0.3吨內載，最大航程為10000公里以上，最大航時40小時

## 使用國

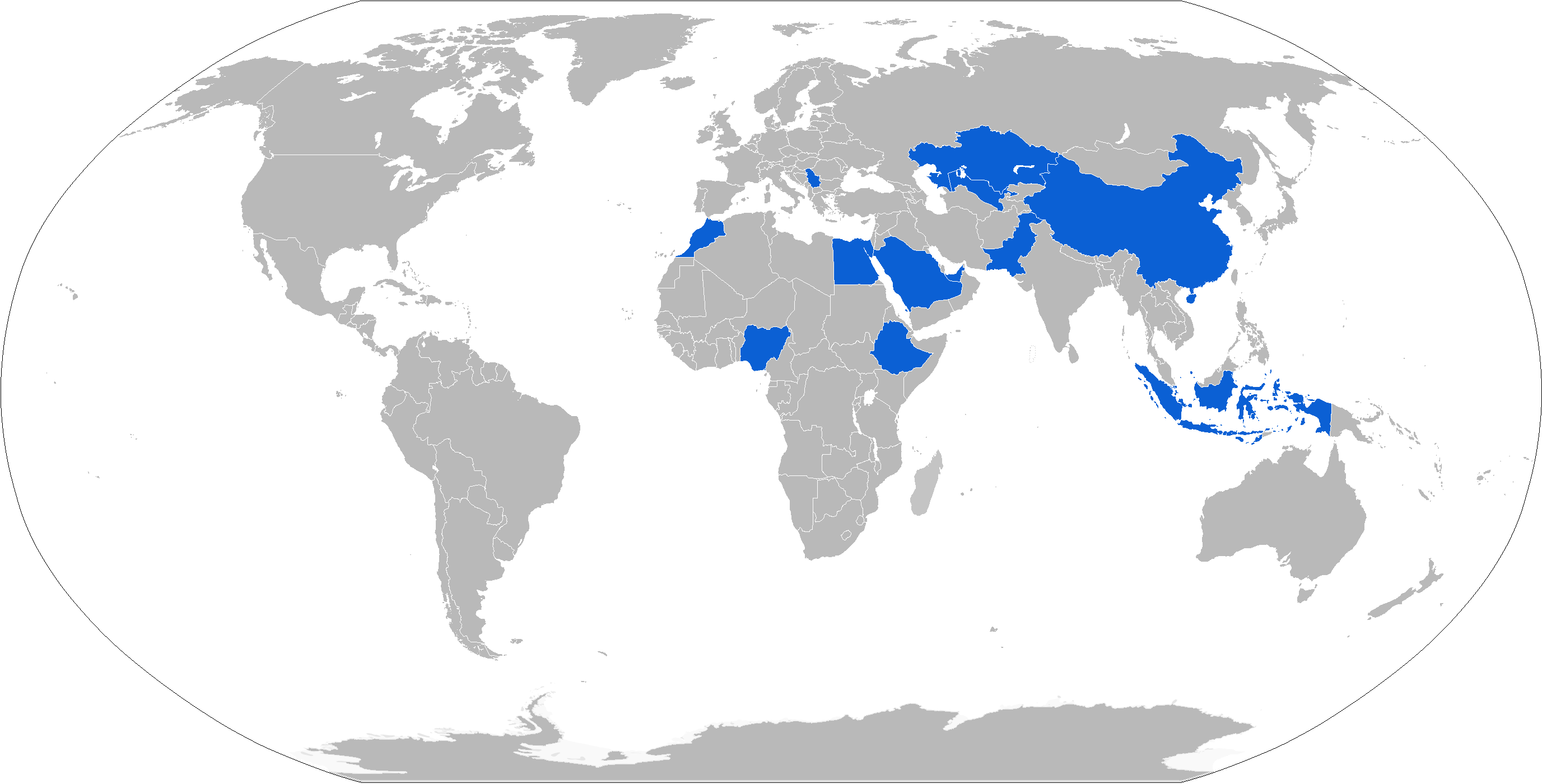
翼龙-1的使用國

### 翼龙-1

#### 公開
- 中國 - 100架以上，現役量產[12][13][14]
- 埃及 - 32架翼龍1和32架翼龍1-D[15]
- - 至少2架[12]
- 奈及利亞 - 獲准購買[13]
- 沙烏地阿拉伯 - 2014年購入現役[12][14]
- 阿联酋 - 2011年購入現役[12][13][14]
- - 2012獲准購買[16]
- 印度尼西亞 - 2017年购入4架[17]
- 塞爾維亞 - 2019年订购15架[18]

#### 半公開
- 巴基斯坦 —2016年一起墜機事件意外曝光翼龍已經在巴基斯坦服役[14][19][20]

### 翼龙-2
- 中國
- 阿联酋：在图纸阶段即大量购入翼龙-2，估计数量上百[21]
- 利比亚国民军：阿拉伯联合酋长国援助[22]

## 战史
注：不包含民用版本的使用记录。
- 2019年8月3日，据称利比亞武裝部隊在米蘇拉塔擊落沙烏地阿拉伯的翼龍2代無人機。[23]
- 2019年12月13日，正在进攻政府军的利比亚国民军宣布，他们使用翼龙-2销毁了土耳其运送来准备交付给政府军的一大批武器[24]。
- 2020年利比亚内战期间，土耳其支持的“政府军”与受俄国、法国、埃及、约旦、阿联酋等国支持的“国民军”分别使用无人机攻击对方无人机。得到阿联酋援助翼龙-2的国民军几乎拿下利比亚全境，很多土耳其无人机还没来得及起飞就被炸毁在机场上。之后土耳其亲自介入战事，使用护卫舰发射导弹方式等击毁了国民军的无人机，形势再次逆转[22][25]。
- 2024年1月18日，巴基斯坦空軍派出翼龍-2無人機、殲-10CE及JF-17戰機[26]，向伊朗發動空襲，以報復伊朗革命衛隊以「反恐」為由空襲巴國俾路支省。